# はばたけ6年
『はばたけ6年』（はばたけろくねん）は、NHK教育テレビジョンで1989年4月4日から1997年3月11日まで放送された小学生向けの教育ドラマである。

## 概要
小学校の道徳授業向け番組であり、『さわやか3組』『あしたへジャンプ』と同じくクラスメートの小学生達が学校などで起こる出来事を乗り越えて成長していく姿を描く。
「横浜市編」では、アメリカの学校から転入してきた西森陽子を主人公に一年間を通して帰国子女問題を取り扱った。この試みは道徳番組としては本作が最初である。
それまで『あしたへジャンプ』が小学校5・6年向けの番組であったが、この番組の新設により5年生向けの『あしたへジャンプ』と6年生向けの『はばたけ6年』に分割されることとなった。
その後、後番組『虹色定期便』開始と同時に両枠は再統合された。

## 放送時間
| 年度        | 本放送時間        | 再放送時間        |
| ----------- | ----------------- | ----------------- |
| 1989        | 火曜日10:45-11:00 | 金曜日14:00-14:15 |
| 1990 - 1991 | 火曜日13:45-14:00 | 木曜日10:00-10:15 |
| 1992 - 1996 | 火曜日10:45-11:00 | 木曜日11:15-11:30 |

## シリーズ一覧
| シリーズ           | 初放送   | 再放送   |
| ------------------ | -------- | -------- |
| 栃木県足利市編     | 1989年度 | 1990年度 |
| 神奈川県横浜市編   | 1991年度 | 1992年度 |
| 埼玉県岩槻市編     | 1993年度 | 1994年度 |
| 神奈川県横須賀市編 | 1995年度 | 1996年度 |

## 栃木県足利市編

### 基礎情報
- 放送期間：1989年4月4日 - 1991年3月14日
- 舞台：栃木県足利市立柳原小学校[1][4]

### 出演者
- 畑中幸司 - 畑中幸司[4]
- 益満猛 - 益満猛[4]
- 村田泰則 - 村田泰則[4]
- 平出貴乗 - 平出貴乗[4]
- 小川恵子 - 小川恵子[4]
- 松尾法子 - 松尾法子[4]
- 豊重久美子 - 豊重久美子[4]
- 幸司の父・正明 - 大林隆介
- 幸司の母・美佐子 - 大原真理子
- 幸司の兄・伸彦 - 奥本昇功
- 入江先生 - 三沢明美

※子役の7名は本名のまま出演

### 放送リスト
| 回 | タイトル                        | 初回放送日     |
| -- | ------------------------------- | -------------- |
| 1  | 新しい仲間                      | 1989年04月04日 |
| 2  | それたシュート                  | 1989年04月25日 |
| 3  | その席をとった!                 | 1989年05月09日 |
| 4  | ふれあい人形劇                  | 1989年05月23日 |
| 5  | どうする畑中                    | 1989年06月06日 |
| 6  | ぼくにまかせて                  | 1989年06月20日 |
| 7  | 山に魅せられて                  | 1989年07月04日 |
| 8  | 荒波にいどんだ村人              | 1989年08月29日 |
| 9  | 一番大切なもの                  | 1989年09月12日 |
| 10 | こわれた立札                    | 1989年09月26日 |
| 11 | 夢の翼                          | 1989年10月13日 |
| 12 | いのち                          | 1989年10月24日 |
| 13 | 友の誕生日                      | 1989年11月07日 |
| 14 | 牛乳、もう1本!                  | 1989年11月21日 |
| 15 | ありがとう                      | 1989年12月05日 |
| 16 | 「巨木のつぶやき」 水・緑を守る | 1990年01月09日 |
| 17 | ふしぎなおじさん                | 1990年01月23日 |
| 18 | ふるさとの心                    | 1990年02月06日 |
| 19 | ぼくたちのグラウンド            | 1990年02月20日 |
| 20 | 新しい出発                      | 1990年03月06日 |

## 神奈川県横浜市編

### 基礎情報
- 放送期間：1991年4月9日 - 1993年3月18日
- 舞台：神奈川県横浜市立大鳥小学校

### 出演者
- 西森陽子 - 永倉理央
- 高岡礼子 - 一瀬奈織
- 小宮山美和 - 中山千恵
- 平川由利 - 飛田かなえ
- 堀川恵 - 初谷文乃
- 伊原麻衣 - 明石麻希
- 西条映子 - 西田裕子
- 角田和樹 - 小島隆史
- 柴崎芳雄 - 青戸昭憲
- 新谷賢二 - 石川秀樹
- 石村克己 - 池内康祐
- 陽子の母 - 小川よりこ
- 和樹の母 - 鵜飼るみ子
- 和樹の妹 - 田中聖子
- 名取先生 - 玉野井直樹

### 放送リスト
| 回 | タイトル         | 初回放送日     |
| -- | ---------------- | -------------- |
| 1  | つめたい椅子     | 1991年04月09日 |
| 2  | だれかがやるさ   | 1991年04月23日 |
| 3  | うわさの二人     | 1991年05月07日 |
| 4  | おじいさんの秘密 | 1991年05月21日 |
| 5  | うれしい朝       | 1991年06月04日 |
| 6  | 大空に飛んだ     | 1991年06月18日 |
| 7  | 珍しい訪問者     | 1991年07月02日 |
| 8  | 島からのたより   | 1991年08月27日 |
| 9  | いたずら         | 1991年09月10日 |
| 10 | 燃えない応援団   | 1991年09月24日 |
| 11 | ふえた家族       | 1991年10月08日 |
| 12 | おじいちゃんの海 | 1991年10月22日 |
| 13 | 脱線             | 1991年11月05日 |
| 14 | 新しい道         | 1991年11月19日 |
| 15 | 届いたノート     | 1991年12月03日 |
| 16 | 約束             | 1992年01月07日 |
| 17 | 残された手紙     | 1992年01月21日 |
| 18 | 笑った人形       | 1992年02月04日 |
| 19 | 初めて見えた人   | 1992年02月18日 |
| 20 | 夢にむかって     | 1992年03月03日 |

## 埼玉県岩槻市編

### 基礎情報
- 放送期間：1993年4月6日 - 1995年3月16日
- 舞台：埼玉県岩槻市立岩槻小学校

### 出演者
- 高山玲子 - 酒井麻由美
- 横川亜季 - 河野有希子
- 一ノ瀬緑 - 蟹江梨麻
- 堀真由美 - 森田梨絵
- 根本八重子 - 山崎英美理
- 大内久子 - 須之内理香
- 佐久間猛 - 赤沢英司
- 大島隆一 - 栗田鉄平
- 相馬昭彦 - 関六合
- 新田淳司 - 白根大輔
- 玲子の父・邦雄 - 中川彰
- 玲子の母・良枝 - 曽川留三子
- 玲子の弟・啓太 - 赤澤啓仁
- 玲子の祖父 - 高杉哲平/田村元治
- 玲子の祖母 - 戸川暁子
- 玲子の伯父 - 渡部猛
- 玲子の伯母 - 沢柳廸子
- 玲子の従姉 - 平井奈津子
- 清水純子先生 - 藤本かをる
- 後藤伸也先生 - 川口政彦

### 放送リスト
| 回 | タイトル               | 初回放送日     |
| -- | ---------------------- | -------------- |
| 1  | 消えた人形             | 1993年04月06日 |
| 2  | みんな百点             | 1993年04月20日 |
| 3  | 幸運の日々             | 1993年05月06日 |
| 4  | 目撃                   | 1993年05月18日 |
| 5  | 大きな輪になれ         | 1993年06月01日 |
| 6  | 出会った人たち         | 1993年06月15日 |
| 7  | おばあちゃんのほほ笑み | 1993年06月29日 |
| 8  | 星からのメッセージ     | 1993年8月31日  |
| 9  | 私は反抗期             | 1993年09月14日 |
| 10 | 先生のタマゴが来た     | 1993年09月28日 |
| 11 | 勝手にやるぞ           | 1993年10月12日 |
| 12 | 気分は大人             | 1993年10月26日 |
| 13 | わかれ道               | 1993年11月09日 |
| 14 | 人形は泣いている       | 1993年11月25日 |
| 15 | こころの翼             | 1993年12月07日 |
| 16 | 転校生がやって来た     | 1994年01月11日 |
| 17 | 見守る人               | 1994年01月25日 |
| 18 | バレンタイン戦争       | 1994年02月08日 |
| 19 | 遠い国の友だち         | 1994年02月22日 |
| 20 | 思い出の記録           | 1994年03月08日 |

## 神奈川県横須賀市編

### 基礎情報
- 放送期間：1995年4月11日 - 1997年4月3日
- 舞台：神奈川県横須賀市立鴨居小学校

### 出演者
- 浜口美咲 - 松田彩子
- 進藤里穂 - 斉藤恵理香
- 荒井鳴美 - 後藤冬美
- 野地悦子 - 佐藤摩奈美
- 青木健人 - 奥山善一
- 真壁裕二 - 鈴木隆巌
- 緒方卓也 - 高山勇太
- 武藤直樹 - 寺門忍
- 三浦俊樹 - 高橋智史
- 加納玲子 - 小田玲奈
- 放送委員 - 平井将秀、奥之山寛、長岡恵美、車文宜
- 美咲の母 - 上原由恵
- 里穂の母・洋子 - 野沢由香里
- 関川澄江先生 - 牛久秀子
- 江本先生 - 吉田かおる
- 矢沢先生 - 笠井心

### 放送リスト
| 回 | タイトル                 | 初回放送日     |
| -- | ------------------------ | -------------- |
| 1  | 夢はニュースキャスター   | 1995年04月11日 |
| 2  | いじめてないよ           | 1995年04月25日 |
| 3  | プロフェッサーはあがり性 | 1995年05月16日 |
| 4  | 展覧会の絵               | 1995年05月30日 |
| 5  | 明日のニュース           | 1995年06月13日 |
| 6  | 先生、大嫌い!            | 1995年06月27日 |
| 7  | 戦友の声が聞こえる       | 1995年07月11日 |
| 8  | 炎に消えた少女           | 1995年08月29日 |
| 9  | やって来た先生           | 1995年09月19日 |
| 10 | てのひらを太陽に         | 1995年10月03日 |
| 11 | 漁師はいいな             | 1995年10月17日 |
| 12 | 消えたUFO                | 1995年10月31日 |
| 13 | よみがえる海             | 1995年11月14日 |
| 14 | 女の子やめた             | 1995年11月28日 |
| 15 | クラシックはやめてくれ   | 1995年12月12日 |
| 16 | 秘密のおまじない         | 1996年01月09日 |
| 17 | 友達ならば               | 1996年01月23日 |
| 18 | 恋ってなんですか?        | 1996年02月06日 |
| 19 | 関係ない                 | 1996年02月20日 |
| 20 | 明日は光の中へ           | 1996年03月05日 |

## スタッフ
- 作 - 古内一成
- 音楽 - 北爪道夫